# Phyllonotus oculatus
Phyllonotus oculatus är en snäckart som först beskrevs av Reeve 1845. Phyllonotus oculatus ingår i släktet Phyllonotus och familjen purpursnäckor. Inga underarter finns listade i Catalogue of Life.